# Refuge d'oiseaux migrateurs de Nicolet
Le refuge d'oiseaux migrateurs de Nicolet est une aire protégée du Canada située au Québec et l'un des 28 refuges d'oiseaux migrateurs de cette province. Ce refuge protège une halte migratoire pour le canard et la bernache du Canada et aussi une aire de nidification de la sauvagine. Elle est située à quelques kilomètres à l'ouest de Nicolet sur la rive sud du lac Saint-Pierre.

## Géographie
Le refuge d'oiseaux est situé à l'ouest de Nicolet, sur la rive sud du lac Saint-Pierre jusqu'au village de Baie-du-Febvre. Il comprend aussi quelques îles du delta de la Nicolet. Le site est considéré comme une aire centrale de la réserve de la biosphère du Lac-Saint-Pierre en 2000, comme Site Ramsar en 1998 et comme Zone importante pour la conservation des oiseaux (ZICO).
Le site est situé dans la ville de Nicolet et la municipalité de Baie-du-Febvre, tous deux situés dans la municipalité régionale de comté (MRC) de Nicolet-Yamaska et la région du Centre-du-Québec.

### Relief
Le site est de basse altitude et est inondé à tous les printemps. La végétation passe du milieu aquatique, à un marais de scirpe fluviatile (Bolboschoenus fluviatile), à un marécage, à une forêt et finalement à des champs abandonnés.

## Histoire
La Défense nationale a fait l'acquisition du site dans les années 1950. Le site fut reconnu comme aire de repos en 1969 et comme refuge en 1982.

## Patrimoine naturel

### Faune
Durant la migration printanière, on y a observé près de 500 000 oies des neiges (Chen caerulescens), soit presque totalité de la population de la sous-espèce atlantica. Il est aussi un site important de la migration de la bernache du Canada (Branta canadensis) où plus de 100 000 individus ont été observés en 1998. On y observe aussi un nombre significatif de canard noir (Anas rubripes) et de macreuse noire (Melanitta nigra). Durant l'automne, on y observe un nombre significatif de canard pilet (Anas acuta), de petit fuligule (Aythya affinis), de fuligule milouinan, et de garrot à œil d'or (Bucephala clangula).
Les canards qui nichent sur le site sont le canard branchu (Aix sponsa), le canard souchet (Anas clypeata), le canard chipeau (Anas strepera), le canard d'Amérique (Anas americana), le fuligule à collier (Aythya collaris), la sarcelle d'hiver (Anas crecca) et la sarcelle à ailes bleues (Anas discors). Il sert aussi de lieu de reproduction au fuligule à tête rouge (Aythya americana), à l'érismature rousse (Oxyura jamaicensis) et au phalarope de Wilson (Steganopus tricolor).

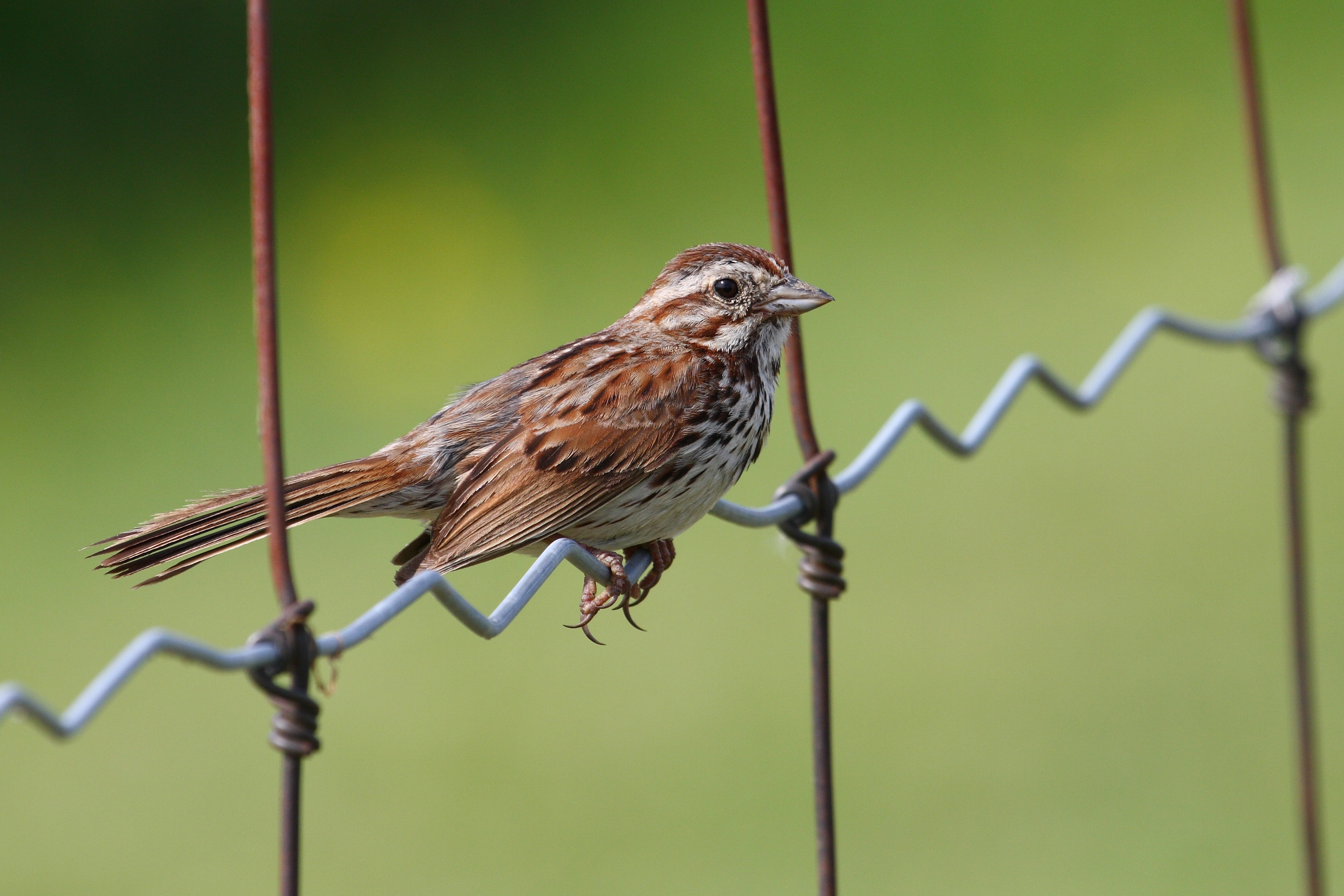
Bruant chanteur
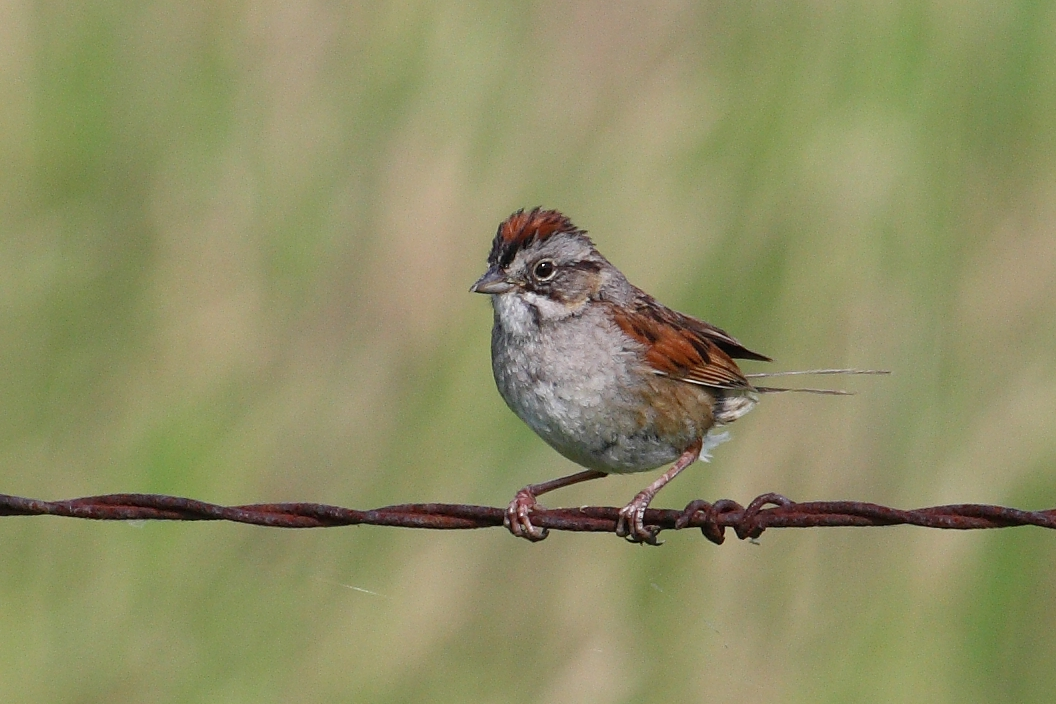
Bruant des marais
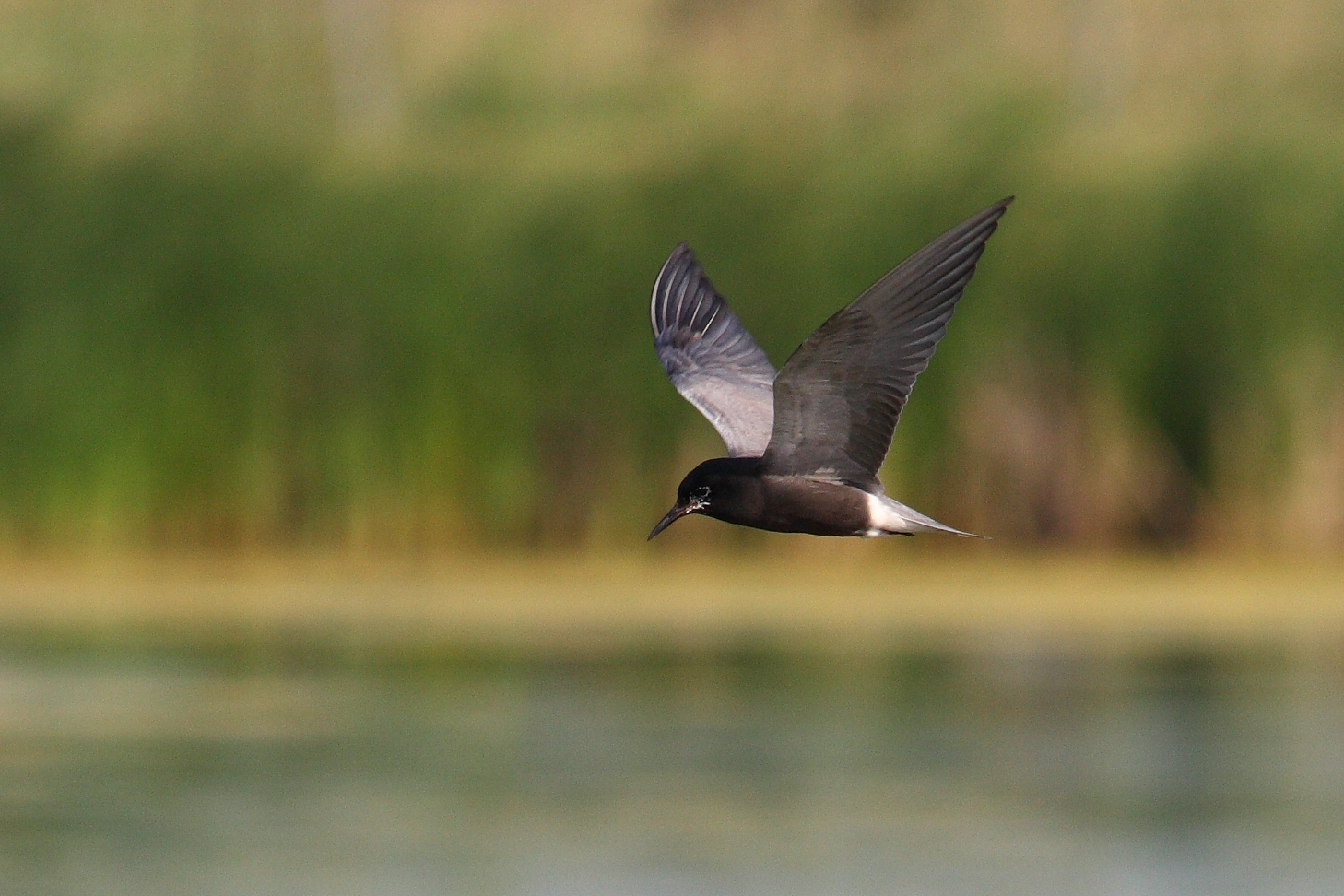
Guifette noire